# Fanfarrón (canción)
Fanfarrón es una canción de la cantante colombiana Fanny Lu, y es el sencillo oficial de su tercer álbum de estudio Felicidad y Perpetua.

## Video
El videoclip de la canción fue lanzado el 25 de agosto en YouTube y en todos los canales de video. 
El clip fue grabado en la antigua sede del Banco de América de Spring St. en el centro de Los Ángeles bajo la dirección del colombiano Simón Brand, con quien Lu ya había grabado Tú no eres para mí y Celos. La coreografía estuvo a cargo de Mihran Kirakosian, quien ha trabajado con estrellas de la talla de Madonna, Britney Spears, Christina Aguilera, Pink y Kylie Minogue, entre otros. El vestuario, por su parte, fue diseñado por Brit Bardo, mientras que el maquillaje y el peinado lo hizo Jomari Goyoso.

## Posiciones
Después de 6 semanas de lanzamiento la canción se ubica en la posición #1 en las listas y canales de Colombia. La canción debutó en la posición 44 en el Billboard Hot Latin Songs y en el 24 en el Latin pop songs de Estados Unidos.
| Chart (2011-2012)                     | Peak position |
| ------------------------------------- | ------------- |
| Estados Unidos (Hot Latin Songs)      | 24            |
| Estados Unidos (Hot Latin Songs)      | 17            |
| Estados Unidos (Tropical Airplay)     | 7             |
| Venezuela Top 100 (Record Report)     | 1             |
| Venezuela Top Latino (Record Report)  | 1             |
| Colombia Top Latino (National Report) | 1             |

## Videoclip
Video de Fanfarrón